# Jamba (calciatore)
João Pereira, conosciuto con il soprannome Jamba (Benguela, 10 luglio 1977), è un ex calciatore angolano, di ruolo difensore centrale.
In umbundu il suo soprannome, Jamba, significa "Elefante".

## Caratteristiche tecniche
È stato un difensore centrale.

## Carriera
Iniziò la carriera nel Primero Maio, club della sua città natale nel quale militò tra il 1996 e il 1998. Dal 1999 al 2010 ha militato nell'Aviação eccettuata una parentesi nel 2007 all'Atlético Petróleos.
Nel 2006 è stato convocato dal CT angolano Luís de Oliveira Gonçalves per disputare i Mondiali in Germania, giocando tutte le tre partite dell'Angola come difensore centrale, in coppia con Kali.